# CD74
CD74 (synonym HLA Klasse II Histokompatibilitätsantigen γ-Kette) ist ein Oberflächenprotein aus der Gruppe der Haupthistokompatibilitätskomplexe der Klasse II des Menschen (bei anderen Wirbeltieren MHCII). Es ist beteiligt an der Antigenpräsentation im Zuge einer Immunantwort.

## Eigenschaften
CD74 bindet im endoplasmatischen Retikulum an Heterodimere aus α- und β-Ketten des HLAII und stabilisiert sie, wenn kein Antigen gebunden ist. CD74 ist ein Chaperon für MHCII-Proteine und stabilisiert deren Proteinfaltung. Anschließend werden die gebundenen Heterodimere vom endoplasmatischen Retikulum zu einem Endosom abgeschnürt. Das Signal zum Transport liegt im zytosolischen Bereich von CD74. Anschließend erfolgt die Verschmelzung des Endosoms mit einem Endolysosom. Im Endolysosom wird CD74 durch die Proteasen Cathepsin S bzw. in Kortikalzellen des Thymus durch Cathepsin L gespalten. Ein kurzes Fragment des CD74 (CLIP) blockiert die Bindung von Antigenen an MHCII, bis eine Bindung durch HLA-DM an MHCII erfolgt, die CLIP wieder freisetzt. Anschließend wird der Komplex an der Zellmembran den Immunzellen präsentiert. CD74 besitzt im Gegensatz zu manchen anderen MHCII keine Polymorphismen. CD74 ist glykosyliert und phosphoryliert.
CD74 ist zudem der Rezeptor für MIF, D-Dopachrom-Tautomerase (synonym MIF-2) und bakterielle Proteine. Im Gegensatz zu dem Namen MIF-2 wirkt dieser Bindungspartner von CD74 entzündungsfördernd. Das Protein Vpu des HIV bindet an CD74. Es ist am Transport des Angiotensin-II-Typ-I-Rezeptors zur Zellmembran beteiligt. Weiterhin ist CD74 an der Regulation der Entwicklung von T-Zellen und B-Zellen, an der Motilität von dendritischen Zellen, der Aktivierung von Makrophagen und der Negativselektion von T-Zellen im Thymus beteiligt. CD74 wird in T-Zellen und Makrophagen, aber auch in Nicht-Immunzellen wie Endothelzellen sowie Epithelzellen der Niere des Darms und der Haut gebildet.
CD74 wird von manchen Tumoren verstärkt gebildet und ist mit verstärkter Metastasierung assoziiert. Bei der Autoimmunerkrankung axiale Spondyloarthritis werden Autoantikörper gegen CD74 gebildet, die auch zur Diagnose bestimmt werden.
Der Antikörper Milatuzumab bindet an CD74 und wird als Immunkonjugat mit Doxorubicin zur Behandlung des multiplen Myeloms untersucht.